# 巴格達中央車站

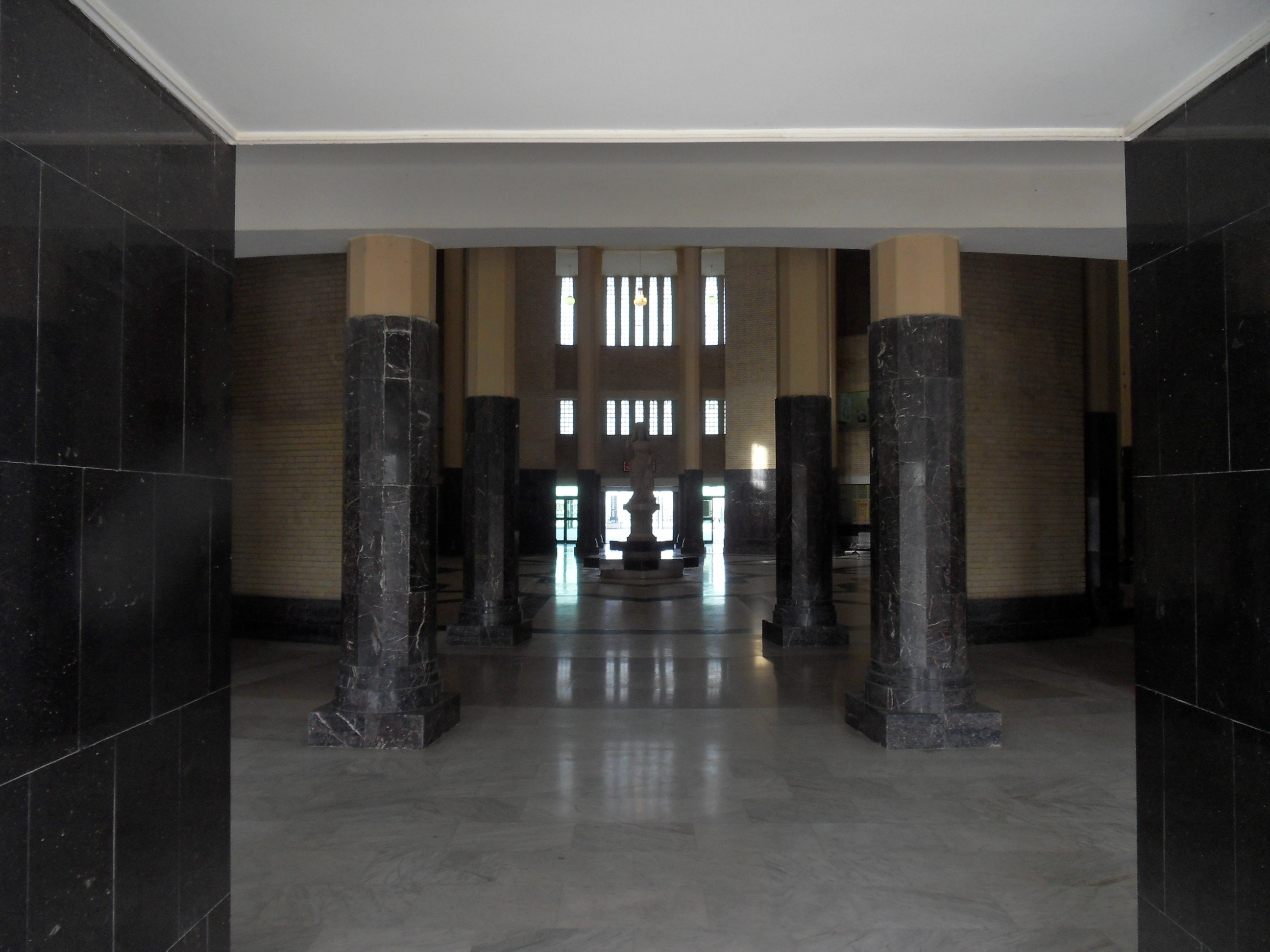
車站內部

巴格達中央車站（阿拉伯语：‎）是位於伊拉克共和國巴格達的鐵路車站，是伊拉克最大的鐵路車站。它的鐵路網連接到伊拉克南部和北部。巴格達中央車站由英國人建造，由蘇格蘭人吉姆·威爾森設計，始建於1948年，1953年建成；當時巴格達車站提供電信服務，還有銀行、郵局、沙龍、購物區和餐館。甚至還有一個辦公室，仍然用印刷機在車站打印車票。
2003年伊拉克戰爭期間，車站的許多設施遭盜賊竊取，直到於2004年開始進行翻新工程，並於2006年6月完成。

## 外部連結
- In pictures: The crown jewel of Iraq's railway - BBC News, 28 November 2016 （页面存档备份，存于）